# Dolforwyn Castle

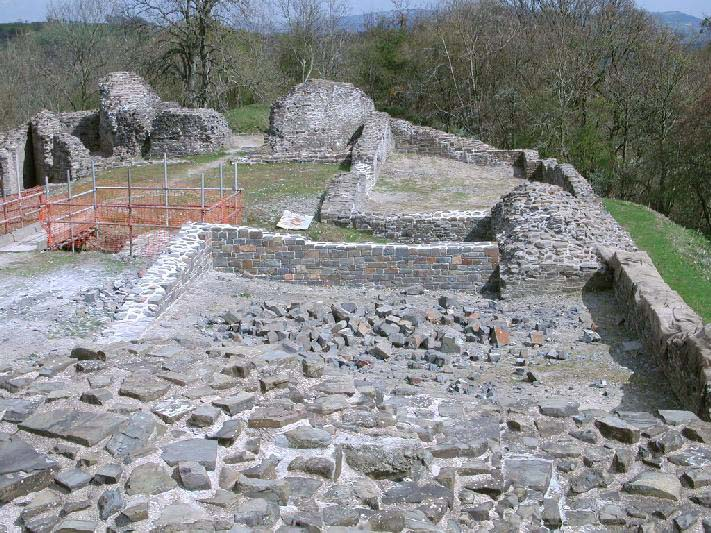
Dolforwyn Castle

Dolforwyn Castle ist eine Burgruine im walisischen County Powys, etwa 4 Meilen von Montgomery in der Nähe des Dorfes Abermule. Sie wurde auf einem bewaldeten Bergrücken über dem Flusstal des Severn errichtet und ist ein gutes Beispiel für die Burgen der walisischen Aristokratie im Gegensatz zu den von den Engländern in Wales erbauten. 
Llywelyn ap Gruffydd, letzter Herrscher eines unabhängigen Wales, hatte bis 1263 die Distrikte Cedewain und Ceri unter seine Kontrolle gebracht und war 1267 von Heinrich III. als Prince of Wales bestätigt worden. Das ab 1273 über dem Severn errichtete Dolforwyn Castle sollte seine Macht über die eroberten Gebiete sichern. Die Verletzung der englischen Machtansprüche verstärkte jedoch die Spannungen zwischen Llywelyn und dem neuen englischen König Eduard I. In der Folge wurde die Burg schon kurz nach ihrer Fertigstellung von Roger Mortimer, 1. Baron Mortimer, und Henry De Lacy belagert und am 8. April 1277 eingenommen. Die Nutzung der Burg wurde zunächst dem walisischen Prinzen Gruffydd ap Gwenwynwyn zugesprochen, später fiel sie aber zusammen mit den Distrikten Ceri und Cedewain an Roger Mortimer.
Dolforwyn Castle scheint bis in die Zeit Richards II. (1377–1399) bewohnt worden zu sein, wurde jedoch bereits 1381 als „ruinös und wertlos“ beschrieben und war danach bedeutungslos.   In jüngerer Zeit kaufte die Ruine Cecil Marcus Knatchbull-Hugessen (1863–1933), Großvater des Filmproduzenten John Knatchbull. 1955 überließ der Erbe das Anwesen der walisischen Denkmalbehörde Welsh Ancient Monuments (Vorgängerinstitution der Cadw), die zwischen 1981 und 2002 auf dem Gelände Ausgrabungen durchführen ließ und es anschließend der Öffentlichkeit zugänglich machte.